# Tyresö kommun
Tyresö kommun är en kommun i Stockholms län. Kommunens förvaltning är belägen i Tyresö centrum i kommundelen Bollmora.
Huvuddelen av Tyresö kommun ligger på ön Södertörn. I söder vidtar Storskogen med inslag av urskog som ingår i Tyresta nationalpark. Terrängen är typisk för området, sprickdalslandskap med låga kullar och dalar, förutom en brant topografi med berg och virvlande forsar. 
Majoriteten av kommunens förvärvsarbetande dagspendlar till andra kommuner, vilket kan härledas till kommunens geografiska läge i närheten av Stockholm. De flesta arbetstillfällena i kommunen finns inom handel, service och tjänster. 
Sedan kommunen bildades 1971 har befolkningstrenden varit positiv. 
I de flesta val har Socialdemokraterna varit största parti, ofta tätt följda av Moderaterna. Sedan i april 2024 styrs kommunen av en blocköverskridande koalition bestående av Socialdemokraterna och Moderaterna.

## Administrativ historik
Kommunens område motsvarar Tyresö socken där Tyresö landskommun bildades vid kommunreformen 1862. Kommunreformen 1952 påverkade inte indelningarna i området.
Tyresö kommun bildades vid kommunreformen 1971 genom en ombildning av Tyresö landskommun.
Kommunen ingick från bildandet till 1974 i Södertörns tingsrätts domsaga, från 1974 till 2007 i Handens tingsrätts domsaga och kommunen ingår sedan 1 april 2007 i Nacka tingsrätts domsaga.

## Geografi
Kommunen är belägen på Södertörn i de nordöstra delarna av landskapet Södermanland med Östersjön och Stockholms skärgård i öster. En del av kommunen ingår i tätorten Stockholm och hela kommunen ingår i Storstockholm. Kommunen gränsar i norr till Nacka kommun, i nordöst till Värmdö kommun, i söder till Haninge kommun samt i väster till Huddinge kommun och Stockholms kommun, alla i Stockholms län.

### Topografi och hydrografi

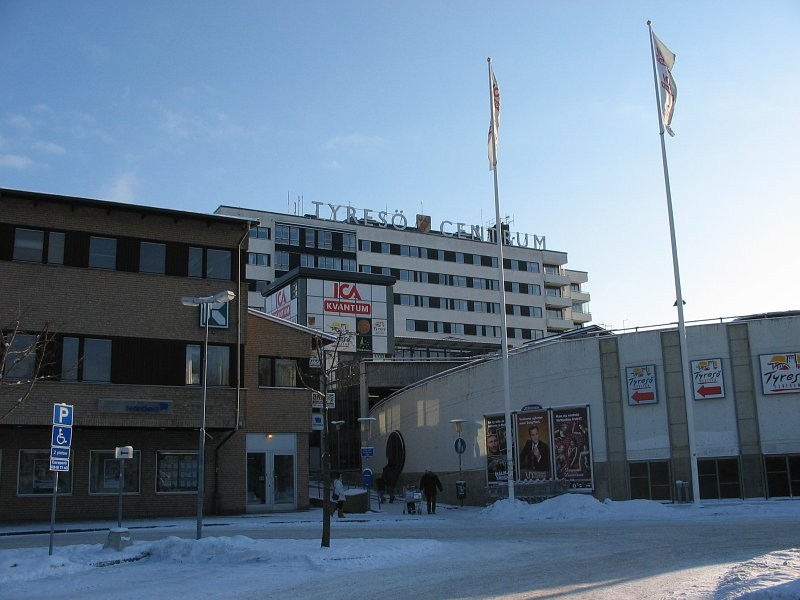
Köpcentrumet Tyresö Centrum

Huvuddelen av Tyresö kommun ligger på ön Södertörn och några av kommunens öar i Östersjön, av vilka Ägnö och Härsö är de största. Ett flertal insjöar finns i Tyresö, varav några tillhör Tyresåns sjösystem. I söder vidtar Storskogen med inslag av urskog som ingår i Tyresta nationalpark samt det omkransande Tyresta naturreservat.
Terrängen är typisk för området, sprickdalslandskap med låga kullar och dalar, förutom en brant topografi med berg och virvlande forsar vid Uddbyfallet och Follbrinkströmmen, en hisnande natur som formades under istiden. Högsta punkten är vid Telegrafberget, 84 m ö.h.
På land gränsar Tyresö till Stockholm i nordväst, Nacka i norr och Haninge i söder. Kommunen har även en sjögräns över Drevviken till Huddinge i väster, och en havsgräns till Värmdö i öster och nordost. Andra sjöar i kommunen är till exempel Albysjön, Fatburen och Trehörningen. 
Bland vattendrag i kommunen kan nämnas Gammelströmmen, Gudöån, Nyfors och Åvaån.
Nedan presenteras andelen av den totala ytan 2020 i kommunen jämfört med riket.
|  | Bebyggelse (29,2 %) |

|  | Skog (40,1 %) |

|  | Öppen myrmark (1,2 %) |

|  | Jordbruksmark (1,4 %) |

|  | Övrig mark (28,2 %) |

|  | Bebyggelse (3,1 %) |

|  | Skog (68,0 %) |

|  | Öppen myrmark (7,2 %) |

|  | Jordbruksmark (7,4 %) |

|  | Övrig mark (14,3 %) |

### Naturskydd
I kommunen ligger Tyresta nationalpark. Nationalparken bildades 1993 och omfattar "urskog med klara sjöar, uråldriga träd, svamp, bär och hemliga gläntor". Delar av området är präglat av skogsbranden i Tyresta nationalpark 1999. I det nedbrunna området har en ny flugart hittats, Tyrestaflugan.

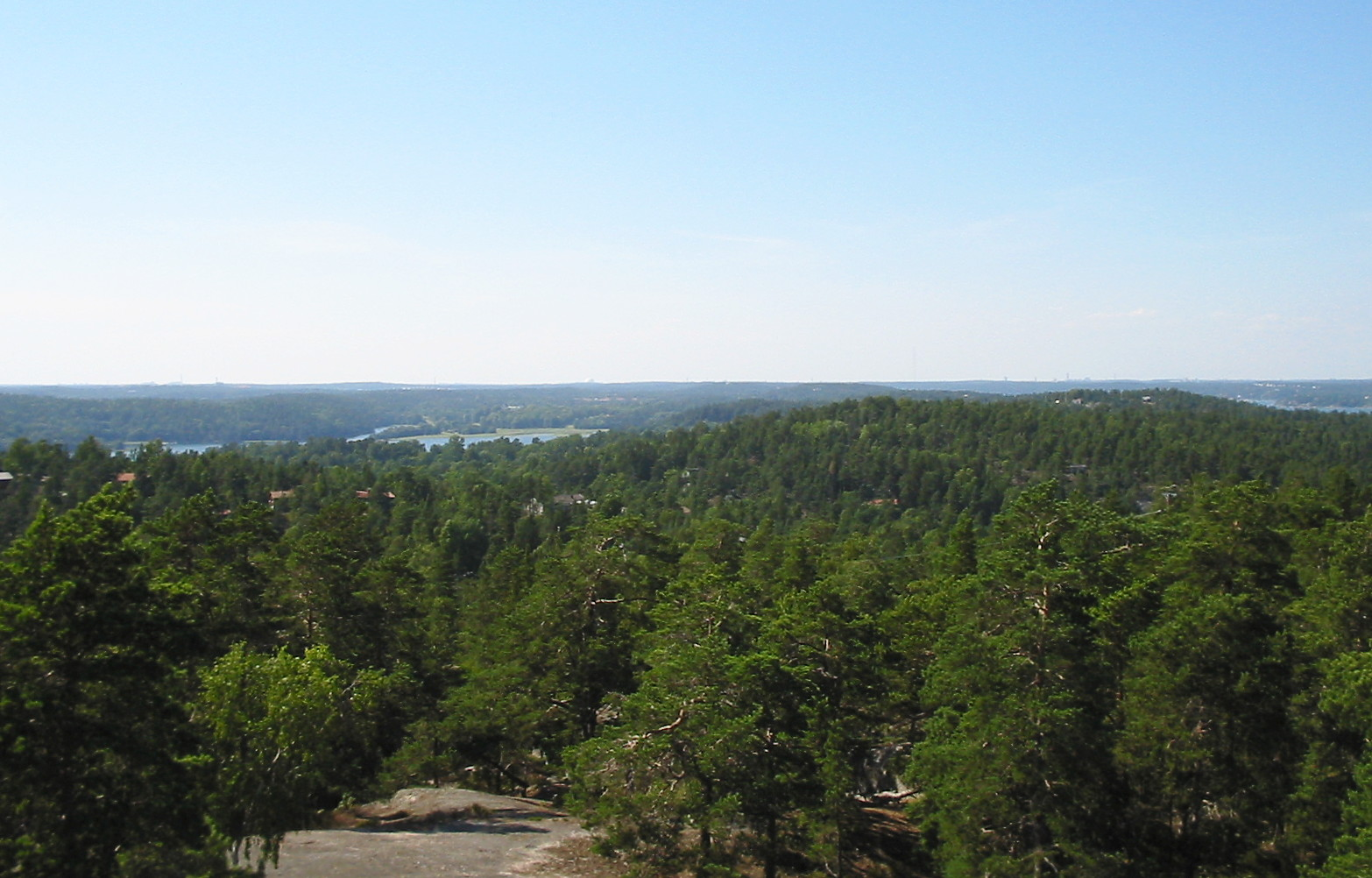
Vy från Telegrafberget mot Stockholm. Globen kan ses i horisonten.

År 2023 fanns åtta naturreservat i Tyresö kommun. Som exempel kan nämnas Telegrafberget som bildades 2021. Reservatet ligger på Brevikshalvön och inkluderar berget Telegrafberget som är Tyresös högst belägna punkt, 85 meter över havsytan.

### Administrativ indelning

#### Kommundelar
Tyresö kommun delar in kommunen i fyra kommundelar:
- Bollmora i nordväst – bestående av cirka 2-8 våningar höga flerbostadshus, radhus och villor, samt några industriområden. Här ligger även kommuncentrumet Tyresö centrum och bostadsområdet Krusboda/Fårdala.
- Trollbäcken ligger i väst – består nästan uteslutande av villabebyggelse.
- Tyresö strand, tidigare benämnt Gamla Tyresö numera en del av ligger i öst – bestående av villor, parhus och radhus. Här finns Brevikshalvön, Tyresö slott och Tyresö kyrka från 1600-talet.
- Östra Tyresö ligger i sydost och är en del av Tyresös innerskärgård och till stor del bebyggd med fritidshushus av vilka en stor del har omvandlats till åretruntboende under de senaste decennierna. I Östra Tyresö ingår även Tyresta nationalpark och naturreservat som ligger i syd och är ett stort naturmarksområde.

#### För befolkningsrapportering
Fram till 2016 var kommunen för befolkningsrapportering indelad i en enda församling, Tyresö församling.
Från 2016 indelas kommunen i ett enda distrikt, Tyresö distrikt.

### Tätorter
Huvuddelen av bebyggelsen ingår sedan 1975 i Stockholms tätort. Tidigare fanns, vid sidan av Trollbäcken som redan då ingick i tätorten Stockholm, bebyggelse i tätorten Bollmora, som 1965 bildats av tätorterna Tyresö i centrala Tyresö kommun och Lindalen som sedan 1975 ingår i Stockholms tätort. 1970 återuppstod en tätort med namnet Tyresö för bebyggelsen öster om Bollmora i Tyresö strand och på norra delen av Brevikshalvön. Även denna tätort är sedan 1995 sammanvuxen med Stockholms tätort. 2015 uppgick så de "sista" separata tätorterna i östra delen av kommunen i tätorten Stockholm
Tyresö är även en informell användning för den centrala bebyggelsen i Tyresö kommun, främst i kommundelarna Bollmora och Trollbäcken.

## Styre och politik

### Styre
Mandatperioden 2010–2014 styrdes kommunen av Alliansen som tillsammans samlade 29 av 51 mandat i kommunfullmäktige. Efter valet 2014 tappade koalitionen tre mandat men fick fortsatt majoritet. Socialdemokraterna tog över makten efter valet 2018 tillsammans med Miljöpartiet och Liberalerna. Minoritetsstyret ingick en valteknisk samverkan med Vänsterpartiet.
Efter valet 2022 var tanken att styret skulle bestå av Moderaterna, Kristdemokraterna och Centerpartiet, vilka skulle ha ingått en valteknisk samverkan med Sverigedemokraterna. På grund av det tilltänkta samarbetet med Sverigedemokraterna valde dock en av Centerpartiets ledamöter, Raymond Moubé, att rösta mot förslaget. Således kunde den sittande koalitionen stanna kvar vid makten. Trots detta kunde Centerpartiet vara med och styra då det den 20 april 2023 meddelades att de inkluderades i den styrande koalitionen. I april 2024 meddelades att Socialdemokraterna avbröt samarbetet med Liberalerna, Miljöpartiet och Centerpartiet. Partiet bildade istället nytt styre med Moderaterna.

### Kommunfullmäktige

#### Presidium
| Presidium 2022–2026    | Presidium 2022–2026 | Presidium 2022–2026 |
| ---------------------- | ------------------- | ------------------- |
| Ordförande             | S                   | Anders Linder       |
| Förste vice ordförande | L                   | Alexander Enkvist   |
| Andre vice ordförande  | M                   | Sonja Gustafson     |

#### Mandatfördelning 1970–2022
| 3 | 20 | 6 | 11 | 5 |

| 36 | 9 |

| 3 | 18 | 10 | 7 | 7 |

| 32 | 13 |

| 3 | 19 | 8 | 7 | 8 |

| 29 | 16 |

| 4 | 20 | 5 | 5 | 11 |

| 25 | 20 |

| 3 | 20 | 2 | 4 | 2 | 14 |

| 26 | 19 |

| 3 | 18 | 2 | 3 | 2 | 5 | 12 |

| 26 | 19 |

| 3 | 20 | 3 |  | 3 | 7 | 13 |

| 28 | 23 |

|  | 18 |  |  |  |  | 5 |  | 17 |

| 27 | 24 |

| 3 | 22 |  |  |  | 4 | 17 |

| 28 | 23 |

| 4 | 18 | 3 |  |  | 4 |  | 18 |

| 25 | 26 |

| 4 | 19 |  |  | 7 |  | 16 |

| 28 | 23 |

|  | 16 | 3 |  | 4 |  | 22 |

| 27 | 24 |

|  | 14 | 4 |  |  | 5 |  | 21 |

| 27 | 24 |

|  | 14 | 5 | 4 |  | 4 |  | 18 |

| 27 | 24 |

| 3 | 15 | 3 | 6 | 3 | 5 |  | 14 |

| 28 | 23 |

| 3 | 20 | 3 | 9 | 3 | 4 |  | 17 |

| 37 | 24 |

### Nämnder

#### Kommunstyrelse
Totalt har kommunstyrelsen 15 ledamöter, varav Moderaterna har fem ledamöter och Socialdemokraterna har fyra ledamöter. Sverigedemokraterna har två ledamöter medan Liberalerna, Kristdemokraterna, Miljöpartiet och Vänsterpartiet har en ledamot vardera.
| Presidium 2023–2026    | Presidium 2023–2026 | Presidium 2023–2026 |
| ---------------------- | ------------------- | ------------------- |
| Ordförande             | S                   | Anita Mattsson      |
| Förste vice ordförande | M                   | Fredrik Bergkuist   |
| Andre vice ordförande  | SD                  | Per Carlberg        |

#### Lista över kommunstyrelsens ordförande
- Berit Assarsson, Moderaterna, 1994–2009[21]
- Fredrik Saweståhl, Moderaterna, 2009–2018[22][23][24]
- Anita Mattsson, Socialdemokraterna, 1 januari 2019–

Denna lista hämtas från Wikidata. Informationen kan ändras där.

#### Övriga nämnder
| Nämnd                                    | Ordförande | Ordförande            | Vice ordförande | Vice ordförande       | Andre vice ordförande | Andre vice ordförande |
| ---------------------------------------- | ---------- | --------------------- | --------------- | --------------------- | --------------------- | --------------------- |
| Arbetsmarknads- och socialnämnden        | M          | Peter Freij           | S               | Christoffer Holmström | SD                    | Elisabet Mellström    |
| Barn- och utbildningsnämnden             | S          | Klara Watmani         | M               | Jeanette Hellmark     | SD                    | Bjarne Vifell         |
| Byggnadsnämnden                          | M          | Mikael Onegård        | S               | Anna Pasini Frängsmyr | KD                    | Joakim Grimborg       |
| Gymnasie- och vuxenutbildningsnämden     | S          | Christoffer Holmström | M               | Petra Nygren          | KD                    | Ulf Perbo             |
| Krisledningsnämnden                      | S          | Anita Mattsson        | M               | Fredrik Bergkuist     |                       |                       |
| Kultur- och fritidsnämnden               | M          | Emelie Hedberg        | S               | Katarina Hellgren     | SD                    | Johan Carlsson        |
| Samhällsbyggnads- och hållbarhetsnämnden | M          | Fredrik Bergkuist     | S               | Anita Mattsson        | KD                    | Ulf Perbo             |
| Valnämnden                               | S          | Mari Schaub-Iggström  | M               | Berit Assarsson       | SD                    | Elisabet Mellström    |
| Äldre- och omsorgsnämnden                | S          | Susann Ronström       | M               | Torbjörn Skarin       | SD                    | Jörgen Nilsson        |

Källa:

### Vänorter
Inom kommunen har man fattat beslut om att internationell samverkan ska ske inom EU och Östersjöregionen. Enligt uppgifter från 2023 hade kommunen två vänorter:
- Cesis, Lettland
- Savigny-le-Temple, Frankrike

## Ekonomi och infrastruktur

### Näringsliv
Närheten till Stockholm påverkar det lokala näringslivet på så sätt att majoriteten av kommunens förvärvsarbetande dagspendlar till andra kommuner. Främst pendlar de till kommuner inom Storstockholm. Av de arbetstillfällen som finns inom kommunen återfinns de flesta inom branscherna handel, service och tjänster. I jämförelse med andra kommuner återfinns få arbetstillfällen inom  tillverkningsindustrin.

### Infrastruktur

#### Transporter
Tyresö är en av få kommuner i Stockholms län helt utan spårtrafik. Kollektivtrafiken består av ett stort antal busslinjer. Några av huvudbusslinjerna till Tyresö är 805, 807, 815, 802, 873, 875 från Gullmarsplan, högtrafiklinjerna 812, 813, 815C, 818 från Stockholms centralstation, 840 från Haninge och Nacka samt nattbuss 491 eller 890 till Sergels torg.
Huvudvägarna till Tyresö är länsväg 229 – en motorväg till Stockholm, och länsväg 260 söderut till Haninge och norrut till Nacka.

#### Utbildning
Kommunen har ett samverkansprogram gällande utbildning med kommunerna inom Stockholms län samt Håbo kommun och Region Stockholm. År 2021 fanns ett gymnasium i kommunen, det kommunala Tyresö gymnasium. Vuxenutbildning bedrevs 2023 av C3L.
År 2023 var uppgick andel personer i åldersgruppen 25-64 år med minst tre års eftergymnasial utbildning till 29,5 procent, vilket var lägre än genomsnittet för riket där motsvarande siffra var 30,3 procent.

## Befolkning

### Demografi

#### Befolkningsutveckling
Kommunen har 49 172 invånare (31 mars 2025), vilket placerar den på 53:e plats avseende folkmängd bland Sveriges kommuner.
| Befolkningsutvecklingen i Tyresö kommun 1970–2020 | Befolkningsutvecklingen i Tyresö kommun 1970–2020 | Befolkningsutvecklingen i Tyresö kommun 1970–2020 | Befolkningsutvecklingen i Tyresö kommun 1970–2020 | Befolkningsutvecklingen i Tyresö kommun 1970–2020 |
| ------------------------------------------------- | ------------------------------------------------- | ------------------------------------------------- | ------------------------------------------------- | ------------------------------------------------- |
|                                                   |                                                   |                                                   |                                                   |                                                   |
| År                                                |                                                   |                                                   | Folkmängd                                         |                                                   |
| 1970                                              | 1970                                              |                                                   | 27 112                                            |                                                   |
| 1975                                              | 1975                                              |                                                   | 29 366                                            |                                                   |
| 1980                                              | 1980                                              |                                                   | 31 061                                            |                                                   |
| 1985                                              | 1985                                              |                                                   | 32 161                                            |                                                   |
| 1990                                              | 1990                                              |                                                   | 33 973                                            |                                                   |
| 1995                                              | 1995                                              |                                                   | 36 627                                            |                                                   |
| 2000                                              | 2000                                              |                                                   | 39 071                                            |                                                   |
| 2005                                              | 2005                                              |                                                   | 41 134                                            |                                                   |
| 2010                                              | 2010                                              |                                                   | 42 947                                            |                                                   |
| 2015                                              | 2015                                              |                                                   | 46 177                                            |                                                   |
| 2020                                              | 2020                                              |                                                   | 48 678                                            |                                                   |

#### Utländsk bakgrund
Den 31 december 2018 utgjorde antalet invånare med utländsk bakgrund (utrikes födda personer samt inrikes födda med två utrikes födda föräldrar) 10 811, eller 22,52 % av befolkningen (hela befolkningen: 48 004 den 31 december 2018). Den 31 december 2002 utgjorde antalet invånare med utländsk bakgrund enligt samma definition 7 108, eller 17,90 % av befolkningen (hela befolkningen: 39 720 den 31 december 2002).

#### Invånare efter de vanligaste födelseländerna
Följande länder är de 10 vanligaste födelseländerna för befolkningen i Tyresö kommun.
| Nr | Födelseland | Antal  | Andel (%) | Andel i hela riket |
| -- | ----------- | ------ | --------- | ------------------ |
| 1  | Sverige     | 40 368 | 82,03     | 79,61              |
| 2  | Finland     | 995    | 2,02      | 1,26               |
| 3  | Polen       | 728    | 1,48      | 0,94               |
| 4  | Chile       | 350    | 0,71      | 0,26               |
| 5  | Syrien      | 306    | 0,62      | 1,88               |
| 6  | Afghanistan | 272    | 0,55      | 0,62               |
| 7  | Thailand    | 271    | 0,55      | 0,43               |
| 8  | Iran        | 265    | 0,54      | 0,81               |
| 9  | Irak        | 257    | 0,52      | 1,40               |
| 10 | Peru        | 239    | 0,49      | 0,08               |

## Kultur

### Kulturarv

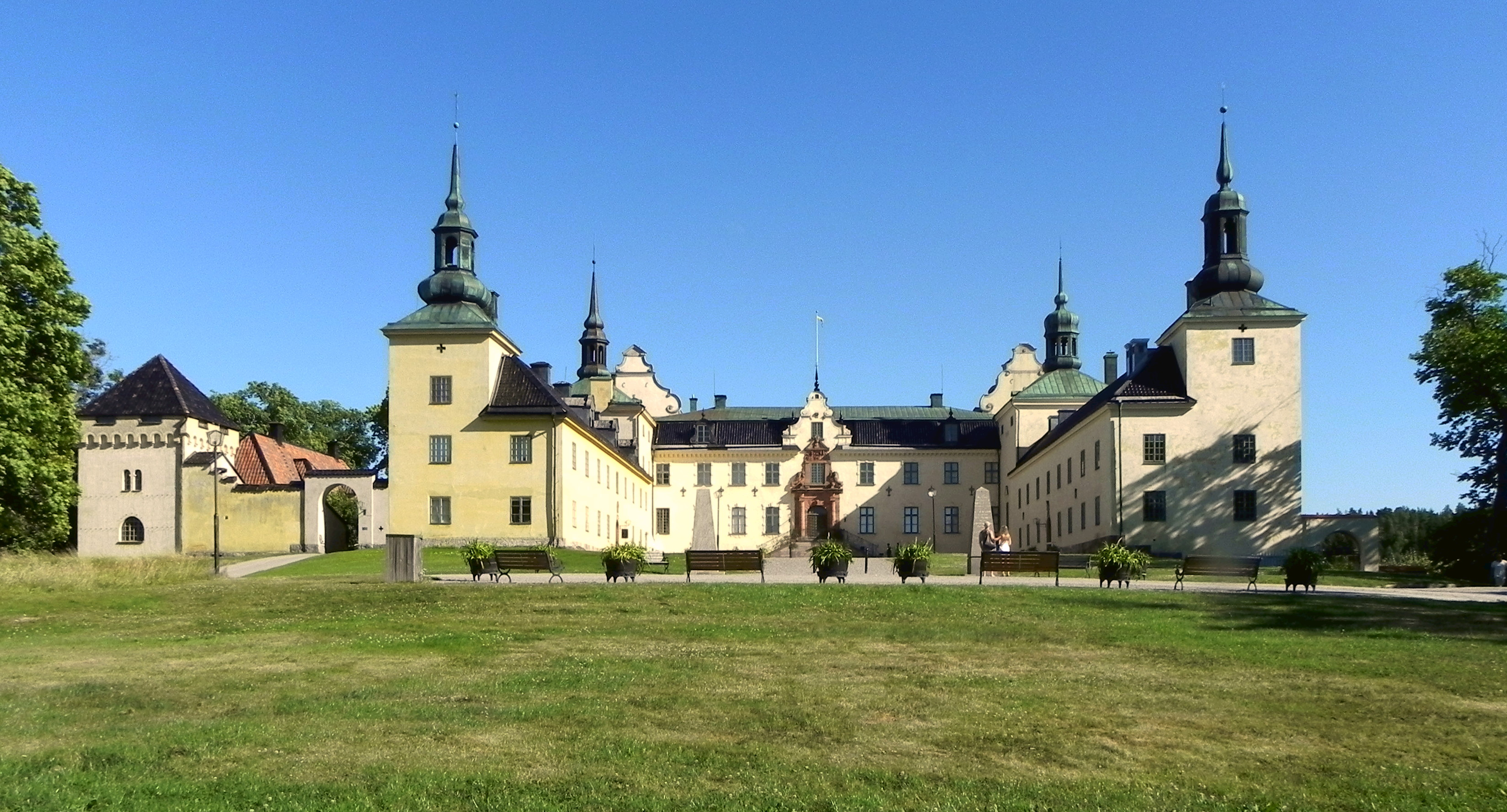
Tyresö slott.

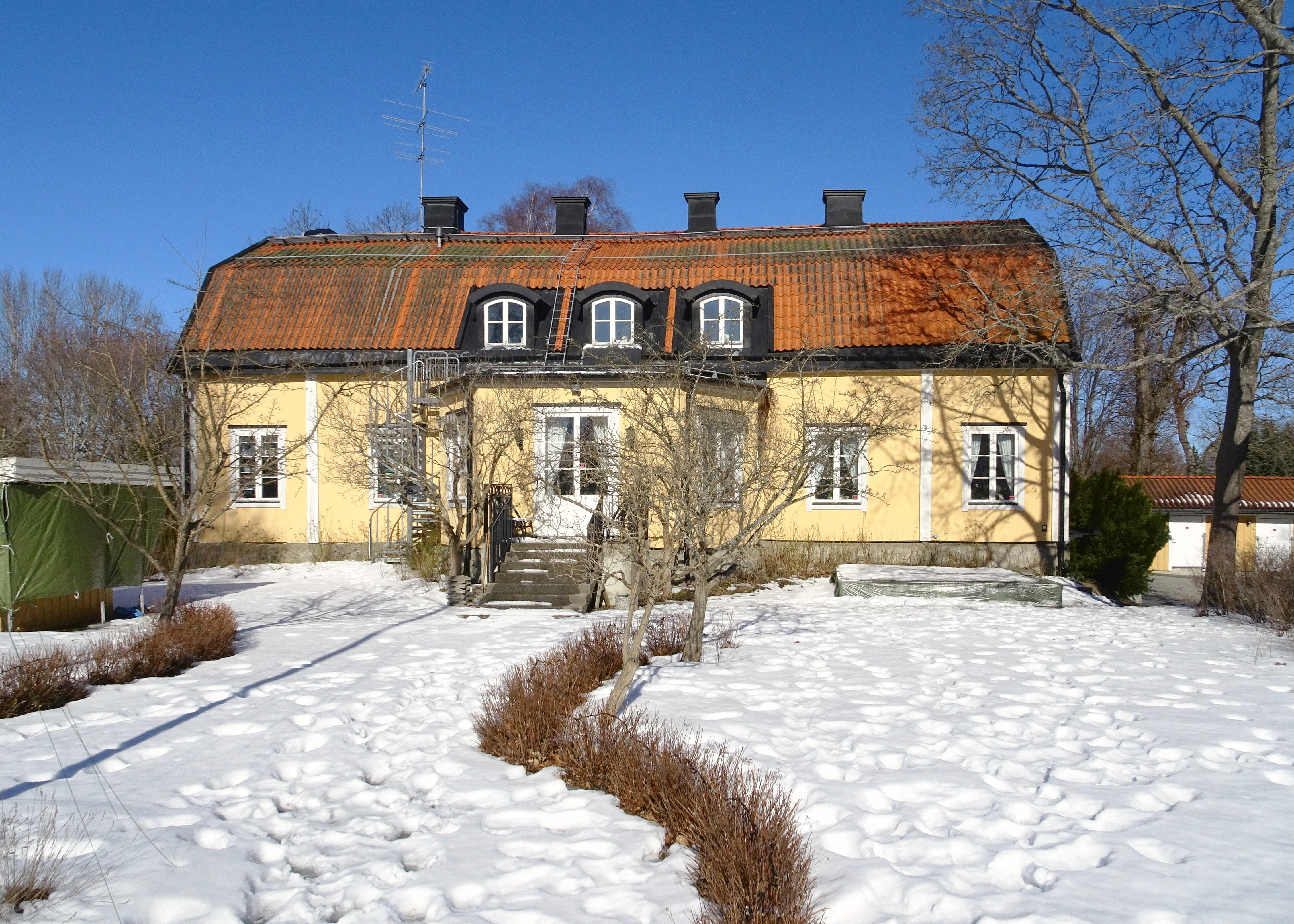
Kumla herrgård.

De första människorna anlände till det som nu är Tyresö kommun någon gång kring 3000-talet f.Kr. Permanenta boplatser uppstod inte förrän någon gång runt 600-talet. Det finns gravar och andra lämningar från denna förhistoriska tid.
Tyresögodset har sitt ursprung i 1300-talet. Godset var som störst under 1600-talet, då nästan all nutida kommunarea tillhörde det. Det var under detta århundrade som Tyresö slott och Tyresö kyrka byggdes.
Kumla herrgård med rötter tillbaka till medeltiden är stamfastighet för stora delar av dagens västra Tyresö. Gårdens ägor köptes 1910 av Mellersta Sveriges egnahems AB, för att exploatera markerna till egnahemsbebyggelse och sommarstugor. 
Tyresö var ett viktigt industriellt centrum i Stockholmsområdet mellan 1500-talet och 1800-talet tack vare vattenkraftverken som kunde byggas på strömmarna mellan sjöarna. Vattenhjulen i kommunvapnet representerar de tre verken vid Nyfors, Uddby och Follbrinksströmmen. Industrierna inkluderade kvarnar, valsverk, pappersbruk, smedjor, sågar, textilindustri och tegelbruk. Inget av dessa gamla vattenkraftverk finns kvar. Uddby kvarn brann upp 1895 och i dess ställe byggdes ett vattenkraftverk för att producera el. Elkraftverket finns kvar än i dag och är det enda av sitt slag i Stockholmstrakten.
I början av 1900-talet började Tyresögodsets stora landarealer att styckas upp och man började bygga sommarstugor. Några exklusiva fritidshus byggdes på Brevikshalvön. De första decennierna ökade byggtakten kraftigt. Från 1950-talet och framåt började fritidshusen byggas om till åretruntboende i rask takt.
Från 1950-talet och framåt upplevde Bollmora en enorm tillväxt, särskilt efter lagstiftningen Lex Bollmora som tillät kommunala fastighetsbolag att verka i kommuner andra än den egna. Ett kommuncentrum bildades i Bollmora, Bollmora Centrum, vilket invigdes 1965. Miljonprogrammet satte sin särprägel på Tyresö, särskilt Bollmora, många av bostadsområdena är från det programmet.

### Kommunvapen
Blasonering: I fält av guld en av vågskuror bildad röd ginbalk, belagd med tre vattenhjul av guld och ovan åtföljd av en röd oxpanna med horn och öron.
Tyresö kommunvapen innehåller symboler för släkten Oxenstierna och för tidig, vattenkvarnsdriven, industri. Det fastställdes för den dåvarande Tyresö landskommun 1954.